# Marian Sołtysiewicz
Marian Andrzej Sołtysiewicz (ur. 1 grudnia 1959 w Krakowie) – polski polityk, socjolog i samorządowiec, poseł na Sejm III kadencji.

## Życiorys
Ukończył w 1997 studia na Wydziale Filozoficzno-Historycznym Uniwersytetu Jagiellońskiego. W latach 90. pracował w administracji samorządowej, był wówczas zastępcą burmistrza Wadowic.
Od 1997 do 2001 sprawował mandat posła na Sejm III kadencji z ramienia Akcji Wyborczej Solidarność, wybranego w okręgu bielskim. W 2001 bezskutecznie ubiegał się o reelekcję. W tym samym roku zrezygnował z pełnionej społecznie funkcji wiceburmistrza. W 2002 objął stanowisko dyrektora Wojewódzkiego Szpitala Psychiatrycznego w Andrychowie. Został odwołany przez zarząd województwa w 2019.
Do 2021 pełnił funkcję prezesa oddziału powiatowego Związku Ochotniczych Straży Pożarnych RP w Wadowicach.

## Odznaczenia
W 2007 otrzymał Złoty Krzyż Zasługi.